# Tomáš Jurkovič
Tomáš Jurkovič es un deportista eslovaco que compitió en triatlón. Ganó una medalla de bronce en el Campeonato Europeo de Triatlón Campo a Través de 2010.

## Palmarés internacional
| Campeonato Europeo | Campeonato Europeo  | Campeonato Europeo | Campeonato Europeo |
| Año                | Lugar               | Medalla            | Prueba             |
| ------------------ | ------------------- | ------------------ | ------------------ |
| 2010               | Myjava (Eslovaquia) | Medalla de bronce  | Individual         |